# Friedrich Ludwig Abresch
Friedrich Ludwig Abresch (Homburg, 29 dicembre 1699 – 1782) è stato un filologo classico e grecista olandese.

## Biografia
Studiò presso il college di Herborn e l'Università di Utrecht. Fu studente di Karl Andreas Duker e Arnold Drakenborch. Tuttavia seguì gli insegnamenti di Tiberio Hemsterhuis e si dedicò alla letteratura greca.
Nel 1723 fu nominato co-rettore, nel 1725 rettore a Middelburg. Dopo la morte della sua prima moglie, si risposò con una ricca donna di Zwolle e accettò di buon grado l'offerta di prendere il rettorato locale. Rimase in carica fino alla sua morte nel 1782.

## Opere
- several articles in Miscellaneae observationes, 7 volumi.
- Animadversiones in Aeschylum libri II, 1743
- Lectionum Aristaenetearum libri II, 1749
- Virorum aliquot eruditorum in Arist. coniecturae, 1752
- Dilucidationes Thucydideae 1753, 1755
- Animadversiones in Aeschylum libri III, 1763